# 八木明人
八木 明人（やぎ あきひと、1977年4月5日 - ）は、沖縄県那覇市出身の空手家。国際明武館剛柔流空手道連盟会長・明武舘舘長。教士八段（剛柔流)。

## 人物・略歴
- 幼少の頃より祖父･八木明徳および父･明達を師とし、空手道の修行をする。
- 2007年、30歳で明武舘舘長に就任。また同年には映画『黒帯 KURO-OBI』で主演の義龍役を務め、脚光を浴びる[1]。
- 現在は、沖縄の本部道場をはじめカナダ・アメリカ・ヨーロッパなど、世界約30ヶ国・約100支部で門下生の指導にあたっている。
- 2016年より、八木明人を代表者とする東京本部を新宿に開設。沖縄伝統空手に関するセミナーを開催している。

## 映画出演
- 黒帯 KURO-OBI（2007年)
- ハイキック・ガール!（2009年)

## 関連人物
- 長崎俊一（映画『黒帯 KURO－OBI』で監督を務めた)
- 中達也（映画『黒帯 KURO－OBI』に出演、大観役を演じた)
- 西冬彦（映画『ハイキック・ガール!』で監督を務めた)